# Giannis Boutaris

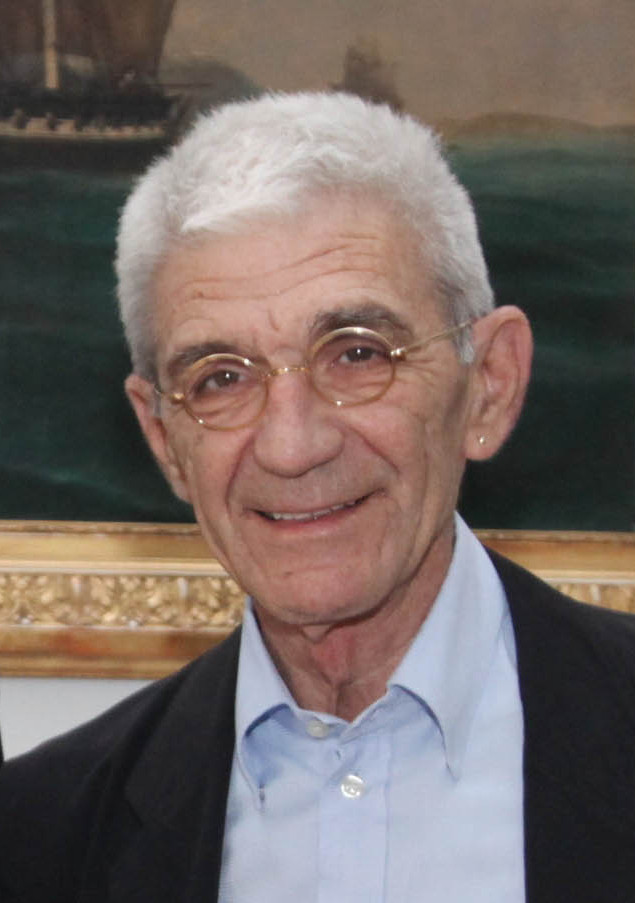
Giannis Boutaris (2011)

Giannis Boutaris (griechisch Γιάννης Μπουτάρης, * 13. Juni 1942 in Thessaloniki; † 9. November 2024) war ein griechischer Politiker und von 2011 bis 2019 Bürgermeister von Thessaloniki.

## Leben
Giannis Boutaris wuchs als Sohn von Stelios Boutaris auf, der das familiäre Weinunternehmen Boutari leitete, und studierte Chemie an der Universität Thessaloniki. Nach einem Berufsleben als Geschäftsmann und Winzer übergab er sein Weingut 2002 an seine Kinder und engagierte sich seitdem ehrenamtlich in der Politik. Er war Gründungsmitglied der Initiative für Thessaloniki und der Kleinpartei Drasi. Im November 2010 gewann er die Bürgermeisterwahlen im zweiten Wahlgang mit 50,2 %, wobei ihn die damals größte Oppositionspartei PASOK unterstützte, deren Mitglied er nicht war. Im Januar 2011 trat er sein Amt an.
Als Bürgermeister von Thessaloniki bemühte sich Boutaris, die multikulturelle Vergangenheit der Stadt aufzuzeigen. So äußerte Boutaris die Absicht, eine islamische Moschee und ein Mahnmal zu Ehren der Juden Thessalonikis und der Jungtürken zu errichten, auch um eine Attraktion für Touristen aus Israel und der Türkei zu schaffen.
Er verärgerte wiederholt Konservative und Rechtsextreme mit Stellungnahmen zum Namensstreit mit Mazedonien, zu den griechisch-türkischen Beziehungen sowie zum Holocaust an den Juden Thessalonikis und damit, dass er die Gay-Parade in die Stadt holte. Bekanntestes Beispiel ist Boutaris’ Rede zum Nationalen Holocaust-Gedenktag 2018. Am 19. Mai 2018 wurde Boutaris bei einer öffentlichen Kundgebung von Rechtsextremen angegriffen und verletzt.
Das deutsche Nachrichtenmagazin Der Spiegel berichtete im Februar 2012 von großen Erfolgen bei der Sanierung der Kommunalverwaltung und bezeichnete ihn als „den außergewöhnlichsten Politiker Griechenlands“. In einem Artikel in der Süddeutschen Zeitung wurde Boutaris als (Ex-)Alkoholiker und Kritiker der orthodoxen Kirche vorgestellt, der erhebliche Probleme damit habe, die korrupten Strukturen und die Patronage-Wirtschaft in der Stadtverwaltung von Thessaloniki zu reformieren.
Boutaris erhielt am 19. März 2019 das Große Verdienstkreuz des Verdienstordens der Bundesrepublik Deutschland, das ihm der deutsche Botschafter Jens Plötner überreichte. Mit der Auszeichnung würdigte Bundespräsident Frank-Walter Steinmeier Boutaris’ Engagement für das Zusammenwachsen Europas und die Verstärkung der deutsch-griechischen Zusammenarbeit, die sich in den Städtepartnerschaften Thessalonikis mit Köln und Leipzig, dem Aufbau eines deutsch-griechischen Jugendwerks sowie insbesondere des Holocaust-Museums von Griechenland ausdrückte.
1992 gründete er die Nichtregierungsorganisation Arcturos in Westmakedonien, die wilde Bären, Wölfe und Luchse in ihren Reservaten aufnimmt, verletzte Tiere versorgt und sich für den Tierschutz einsetzt.
Im November 2024 starb er im Alter von 82 Jahren.

## Dokumentarfilm
Dimitris Athiridis: Einen Schritt voraus – Zehn Wochen mit Yannis Boutaris. (Originaltitel: Ένα βήμα μπροστά. Ena vima brosta.), Dokumentarfilm. 125 Min.